# Absa Salla (Stadt)
Absa Salla oder Absasalla war der Name einer spätantiken römischen und byzantinischen Stadt, die vermutlich in der römischen Provinz Africa proconsularis (heute nördliches Tunesien) lag. 
Die Stadt war ein Bischofssitz, welcher der Kirchenprovinz Karthago zugeordnet war; auf diesen geht das Titularbistum Absa Salla zurück. Von dem alten Bistum ist nur ein Bischof bekannt, Dominicus, der am afrikanischen Konzil von 649 teilnahm.
Die genaue Lage der Stadt ist heute unbekannt, aber ihre Existenz zwischen 300 und 650 ist gesichert.